# Behpakhsh
Behpakhsh Co. ist eine Aktiengesellschaft und Tochtergesellschaft der Behshahr-Gruppe.

## Unternehmensgeschichte
Das Unternehmen wurde 1955 gegründet. Es wird geführt von einem multikulturellen Management-Team. 2007 war das Unternehmen auf Rang 42 der größten Unternehmen im Iran. Behpakhsh ist der älteste und größte Warenlieferer im Iran und im mittleren Osten in Bezug auf das Umsatzvolumen. In Übereinstimmung mit den Berichten und den verfügbaren Statistiken des Handelsministeriums gilt die Gesellschaft als der führende Distributor, mit einem Verbreitungsvolumen von 400.000 Tonnen im Jahre 1995 und 600.000 Tonnen in 2008. Mit seiner Fahrzeugflotte 430 (LKWs) und seinen weit über 1400 Mitarbeitern liefert Behpakhsh
aktuell mehr als 600.000 Tonnen Ware an etwa 85.000 Kunden aus.  Bereits im Jahre 2004 erhielt Behpakhsh
das Internationale Qualitätsverwaltungszertifikat (ISO 9000 Version 2000) und hat dieses seitdem aufrechterhalten.

## Kernaufgabe
Die Kernaufgabe von "Behpakhsh" ist die Distribution aller Arten von inländischen- und ausländischen Industrieprodukten sowie Kommissionsarbeiten und jeder anderen Art des autorisierten Handelsgeschäfts. Behpakhsh stellt Konsumgüter im ganzen Land zur Verfügung. Die Produkte werden über 260 Konsumvereine und den über 70.000 Verkaufsagenten in Einzelhandelsläden, Apotheken, Supermärkte und ländlichen Stammeskonsumvereinen in mehr als 600 Stadtgemeinden zur Verfügung gestellt. Zurzeit gibt es  ca. 85.000 Verkaufsstellen und 26 Logistik-Zentren im ganzen Land.